# De collaborateur
De collaborateur is een hoorspel naar het toneelstuk Der Mitmacher (1972) van Friedrich Dürrenmatt. Het werd vertaald door Josephine Soer en de AVRO zond het uit op dinsdag 12 december 1974, van 21:15 uur tot 22:20 uur. De regisseur was Hero Muller.

## Rolbezetting
- Hans Veerman (Doc)
- Wim Hoddes (Boss)
- Onno Molenkamp (Cop)
- Joop van der Donk (Jim)
- Trudy Libosan (Ann)
- Ad van Kempen (Bill)
- Frans Kokshoorn (Jack)
- Jan Wegter (Sam)

## Inhoud
Doc is een wetenschapsman. Zijn uitvinding: de necrodialysator, een machine die lijken in een paar minuten ontbindt. Als slachtoffer van de crisis verliest Doc zijn goedbetaalde baan in een privébedrijf, wordt taxichauffeur en ontmoet Boss. De necrodialysator lost de problemen van de koning van de onderwereld op. Wetenschap ontmoet maffia, Doc en Boss worden een team: Boss doodt mensen en Doc ontbindt ze. De zaak bloeit, de klanten worden steeds machtiger, politie, openbaar ministerie en de burgemeester maken er deel van uit, en Doc wordt vennoot van deze nieuwe onderneming. Problemen komen er pas, als Docs radicaal anarchistische zoon opduikt en voor tien miljoen de staatspresident wil laten verdwijnen.
Moet een wetenschapsman een geweten hebben? Kan een onderzoeker zich vandaag nog een geweten veroorloven? Dürrenmatts komedie stelt de vraag naar de verantwoordelijkheid voor eigen daden en raakt de kern van de wetenschapsethiek, om 't even of het nu de gentechniek, de atoombom of een necrodialysator betreft.